# Daniel Züger
Daniel «Dani» Züger (* 15. Oktober 1979 in Galgenen) ist ein ehemaliger Schweizer Skirennfahrer. Seine stärkste Disziplin war die Abfahrt. Er gewann ein Europacuprennen und kam im Weltcup einmal unter die besten 15.

## Biografie
Züger bestritt seine ersten FIS-Rennen im Dezember 1995, der erste Start im Europacup folgte am 1. März 1997. Bei seinen nächsten Europacuprennen im Januar 1999 kam er bereits zweimal unter die besten 20. Nach mehreren Top-Ten-Plätzen in FIS-Rennen nahm Züger im März 1999 an den Juniorenweltmeisterschaften in Pra-Loup teil und belegte den sechsten Platz in der Abfahrt und Rang 16 im Super-G. Am 8. Januar 2000 startete der Schweizer in der Abfahrt von Chamonix erstmals im Weltcup, er konnte das Rennen aber nicht beenden.
Im Europacup gelang Züger in der Saison 2001/02 der Anschluss an die Spitze. Am 25. Januar 2002 kam er mit Rang vier in der Abfahrt von St. Moritz erstmals unter die besten zehn. Am 6. Februar gelang ihm in der Abfahrt von Tarvisio der erste Podestplatz, und zwei Tage später feierte er seinen einzigen Sieg in der zweiten Abfahrt von Tarvisio. Im März gelang ihm in der Abfahrt von Tignes ein weiterer Podestplatz, womit er in der Abfahrtswertung den dritten Platz belegte. Im selben Winter holte er auch seine ersten Weltcuppunkte, als er in der Abfahrt von St. Moritz auf Rang 29 fuhr. Zu Beginn der Weltcupsaison 2002/03 kam Züger mit Rang 28 in der Abfahrt von Lake Louise zum zweiten Mal in die Punkteränge. Bei den nächsten Rennen blieb er aber ausserhalb der Top 30, bis er am 11. Januar 2003 in der Abfahrt von Bormio überraschend auf Platz 15 fuhr und damit sein mit Abstand bestes Weltcupresultat erzielte. Im weiteren Saisonverlauf kam er noch zweimal unter die besten 30.
Zu Beginn der Saison 2003/04 erreichte Züger keine Weltcuppunkte. Am 20. Dezember 2003 stürzte er in der Abfahrt in Gröden schwer und erlitt dabei Verletzungen am linken Arm und an beiden Händen. Er musste die Saison vorzeitig beenden. In der Saison 2004/05 nahm der Schweizer wieder an sieben Weltcuprennen teil und kam dabei zweimal knapp unter die schnellsten 30. Im Europacup war sein bestes Resultat der neunte Platz in der Abfahrt von Megève. Nach der Saison wurde er jedoch vom Schweizer Skiverband Swiss-Ski aus dem Kader entlassen, worauf Züger seinen Rücktritt bekannt gab.
Seit dem Karriereende arbeitet Züger bei seinem früheren Ausrüster Stöckli. Vereinzelt nimmt er auch noch an Skirennen teil, so gewann er von 2007 bis 2009 und 2011 viermal das Parsenn-Derby.

## Erfolge

### Weltcup
- Eine Platzierung unter den besten 15, weitere sechsmal unter den besten 30

### Europacup
- Saison 2001/02: 3. Abfahrtswertung
- Saison 2002/03: 8. Abfahrtswertung
- Ein Sieg (Abfahrt in Tarvisio am 8. Februar 2002), weitere drei Podestplätze

### Juniorenweltmeisterschaften
- Pra-Loup 1999: 6. Abfahrt, 16. Super-G

### Weitere Erfolge
- 4 Siege in FIS-Rennen